# Руднев, Михаил Матвеевич
Михаи́л Матве́евич Ру́днев (31 октября (12 ноября) 1837, Тула — 10 (22) декабря 1878, Москва) — русский врач, патологоанатом, доктор медицины, профессор, педагог. Основоположник экспериментального направления в патологической анатомии в России, основатель научной школы.

## Биография
Получил первоначальное воспитание в Тульской духовной семинарии, а специальное медицинское — в Императорской медико-хирургической академии; по окончании курса (1860) оставлен при академии на три года для усовершенствования. Главным предметом его изучения была в то время только что народившаяся в академии в виде самостоятельного предмета патологическая анатомия. Был одним из учеников Тимофея Степановича Иллинского.
Первым серьёзным трудом его была работа «О бугорках и бугорковидных образованиях на серозных оболочках», в 1863 году представленная в форме докторской диссертации, имевшая важное значение в учении о бугорчатке. За границей занимался у Вирхова (его работы сделаны совместно с Вилли Кюне и Максом Шультце). Его важные химические и микроскопические исследования над амилоидным веществом напечатаны в «Архиве» Вирхова в 1865 году.
К этому же времени относятся его микроскопические исследования «О развитии патологической кости», на русском и английском языке, «О новообразованиях в печени и почках при вторичном сифилисе», «Об опухолях костей, сальника и т. д.».
Руднев в это время ввëл осмиеву кислоту, как микрохимический реагент, давший многое для гистологической техники. Работа Руднева об эпидермоидальном слое кожи лягушки напечатана в «Архиве» Макса Шульце и познакомила с причудливыми формами клеточек кожного эпителия. По приезде в Санкт-Петербург он был избран прозектором при кафедре патологической анатомии.
Благодаря его энергии и настойчивости преподавание патологической анатомии в академии велось на очень высоком уровне. В этот же период времени Руднев отдался научно-публицистической деятельности и напечатал: «О трихинах в России», которых он первый наблюдал, «Об эндемическом воспалении мозговых оболочек», «О тифе, господствовавшем в Петербурге в 1869 году» и пр.
Лето 1866 года, когда в столице Российской империи городе Санкт-Петербурге появилась холера, Руднев провел над патологоанатомическим и микроскопическим изучением холерных трупов, результатом которого была его работа «Патологическая анатомия холеры, господствовавшей в Петербурге летом 1866 года».
В 1867 году Руднев был избран на должность ординарного профессора.
В 1870 году стал издавать специальный «Журнал для Патологической Анатомии, Гистологии и Клинической Медицины», в котором сам много работал. В 1873 году он издал «Метод судебно-медицинского исследования мертвых тел» и приступил к изданию собственного учебника по общей патологии, воспроизводя в нём лекции, читанные на женских врачебных курсах. В этот же период времени он напечатал: «О сифилитических стриктурах желудка», «О собачьем бешенстве», в котором описал ещё не описанные изменения почек, и «Общую гистологию раковых образований».
Не будучи выдающимся лектором, Михаил Матвеевич Руднев, тем не менее, привлекал массу учеников своим необычайно ясным, отчëтливым, деловитым изложением предмета, демонстративностью лекций, умелым подбором фактов и широким научным обобщением их. Главная заслуга его как преподавателя заключалась в его образцовом руководительстве учащихся.
Под руководством Михаила Матвеевича его учениками было написано более 160 работ, которые условно можно разделить на три основных направления: около половины всех работ по патологической анатомии инфекционных болезней, примерно по четверти посвящены изучению опухолей и исследованию процессов регенерации.
Работы по изучению новообразований позволили дать точное гистологическое описание некоторых форм опухолей и проследить их гистогенез, одновременно опровергнув ранее существовавшие представления о возможности развития раковых опухолей за счет окружающей их соединительной ткани. Также серьёзным достижением Михаила Матвеевича были успешно проведенные по инициативе Руднева опыты по перевивке опухолей животным. В 1876—1877 годах его ученик Мстислав Александрович Новинский впервые в мире на собаках осуществил перевивку саркомы. М. М. Руднев и М. А. Новинский заложили основание экспериментальной онкологии.
Результаты работ по исследованию процессов регенерации позволили получить конкретные сведения об особенностях регенерации тканей и эпителия, а в комплексе с исследованиями опухолей послужили обоснованием представлений о специфичности тканей, что во многом способствовало становлению отечественной гистологии.
М. М. Руднев одним из первых начал проводить с целью изучения патологических процессов исследование удаляемых при операциях органов и тканей.
Крайне ценно было его руководство занятиями врачей, в громадном числе являвшихся к нему в лабораторию для писания диссертаций. Будучи обременен массой занятий, читая лекции студентам-медикам, врачам, студентам ветеринарного института, слушательницам женских врачебных курсов, руководя лично практическими занятиями их, Руднев находил ещё время для множества собственных работ, которые все отличались оригинальностью и новизной.
В ряду других крупных общественных заслуг Руднева нужно отнести его энергическое содействие женскому образованию: он был в числе организаторов Высших женских врачебных курсов, первого женского медицинского университета в России. В числе его учеников числятся такие выдающиеся профессора, как Николай Виноградов, Н. П. Ивановский, В. П. Крылов, Любимов, Оболенский И. Н., Усков, Строганов и многие др.
Жена М. М. Руднева — В. А. Руднева-Кашеварова — первая женщина врач, получившая степень доктора медицины в Российской империи.